# Avenue Charles Gilisquet
Pour les articles homonymes, voir Gilisquet.
L'avenue Charles Gilisquet (en néerlandais : Charles Gilisquetlaan) est une avenue bruxelloise de la commune de Schaerbeek qui va de l'avenue Gustave Latinis à la rue du Tilleul en passant par la rue Arthur Roland, la place Bichon, la rue Victor Vanderhoeft et la rue Herman Richir.
Elle est prolongée par l'avenue Henri Conscience en direction d'Evere.
Cette avenue porte le nom d'un industriel et ancien échevin schaerbeekois, Charles Gilisquet, né à Malèves-Sainte-Marie-Wastines en 1853 et décédé à Schaerbeek en 1903.

## Adresses notables
- no 34 : Arts martiaux Golden Dragon
- nos 69-71 : Maisons du Foyer Schaerbeekois
- no 81 : Abilimo sa
- no 147 : Immeuble du Foyer Schaerbeekois